# Шелте Джон Бас
Шелте Джон Бас (англ. Schelte John Bus; також знаний як Боббі Бас, англ. Bobby Bus; нар. 1956) — американський астроном і один з найуспішніших першовідкривачів астероїдів. Працює в Інституті астрономії Гавайського університету, а також в команді дослідників на телескопі IRTF НАСА. У період 1999—2002 рік Боббі Бас відкрив загалом 1673 астероїда, з яких 330 були відкриті спільно з іншими астрономами.

## Біографія
Освіту здобув у Каліфорнійському технологічному університеті, закінчивши його у 1979 році з дипломом бакалавра. Науковим керівником Баса був відомий планетолог Юджин Шумейкер, один із відкривачів комети Шумейкерів-Леві. У 1999 році здобув ступінь доктора філософії від Массачусетського технологічного інституту.

## Відкриття
За час активної дослідницької роботи Басом відкрито понад тисячу астероїдів та кілька комет, в тому числі:
- (2135) Арістей — астероїд групи Аполлона;
- (3122) Флоренс — астероїд групи Амура;
- Понад 40 юпітерських астероїдів-«троянців», першим з яких був (3240) Лаокоон, відкритий спільно з Елеонорою Хелін;
- Астероїди 4923 Кларк і (5020) Азімов, названі на честь письменників-фантастів Артура Кларка та Айзека Азімова.
- Короткоперіодична комета 87P/Баса.

Спільно з професором Массачусетського технологічного інституту Ричардом Бинзелом вів проєкт зі спектральної класифікації малих астероїдів головного поясу SMASS (англ. Small Main-belt Asteroid Spectroscopic Survey) — з 1993 по 1999 роки, а потім SMASSII, завершений 2003 року. Класифікація астероїдів SMASS багато років залишалась однією з основних загальноприйнятих спектральних класифікацій астероїдів (разом із класифікацією Толена).

## Відзнаки
На честь Баса був названий відкритий Едвардом Боуеллом в 1982 астероїд 3254 Бус.